# SJ Y3
De Y 3 is een diesel hydraulische motorwagen voor het regionaal personenvervoer van de Statens Järnvägar (SJ).

## Geschiedenis
De trein is in de jaren 1960 door Linke-Hofmann-Busch (LHB) in Salzgitter ontworpen en gebouwd.

## Constructie en techniek
De trein bestond uit een motorwagen van het type Y3 met een afdeling voor tweedeklaspassagiers op de bovenverdieping en een tussenrijtuig van het type UAB3 voor eerste- en tweedeklaspassagiers en tussenrijtuig van het type UB3 voor tweedeklaspassagiers. Op het eind was een dubbeldeks stuurstandrijtuig van het type UB3Y voor tweedeklaspassagiers of een motorwagen van het type Y3 met een afdeling voor tweedeklaspassagiers op de bovenverdieping.

### Nummers
De Statens Järnvägar bestelde de volgende voertuigen bij Linke-Hofmann-Busch:
- 6 x (Y3): 1261 – 1266
- 4 x (UA3): 2169 – 2172, later verbouwd tot UAB3
- 3 x (UB3): 2162 – 2164
- 4 (UB3B): 2165 – 2168
- 2 (UB3Y): 2160 – 2161

## Treindiensten
De treinen werden door Statens Järnvägar (SJ) ingezet op de volgende districten (Td) / standplaatsen (Sp) in Zuid-Zweden:  (stand 1982) 
- (Td): Malmö – (Sp): Malmö.